# Гайнріх Скуя
Гайнріх Скуя (латис. Heinrihs Leonhards Skuja; *8 вересня, 1892, Майорі — †19 липня 1972, Уппсала, Швеція) — латвійський і шведський ботанік, альголог. Доктор біологічних наук.

## Біографія
Професор і doctor honoris causa Уппсальського університету. Скуя описав 700 невідомих науці видів водоростей, 30 нових пологів водоростей, 15 нових родин, 1 новий біологічний ряд і 1 новий біологічний тип. Написав монографію «Taxonomie des Phytoplanktons einiger Seen in Uppland»

## Нагороди та звання
- Премія «Фонду культури» (1929);
- Премія маєтку Кришяніса Баронса (1931);
- Нагорода Björke за видатні дослідження водоростей в прісній воді (1962).
- Іменем Скуї названі кілька видів і родів водоростей.
- Латвійська академія наук заснувала премію імені Скуї, яка вручається за видатний внесок в біологію.